# Baureihenschema in Japan
Das Baureihenschema in Japan umfassen die Nummerierung und Klassifizierungsschemata von Lokomotiven und Triebwagen der ehemaligen und aktuellen Bahngesellschaften in Japan.

## Dampflokomotiven

### Vor der Verstaatlichung

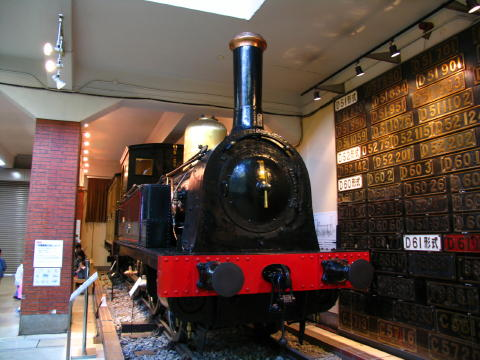
Die erste japanische Lok, eingereiht als E, A1 und 150

Vor der Verstaatlichung der japanischen Eisenbahnen 1906/07 wurden die Dampflokomotiven ungeachtet ihres Typs durchnummeriert. Seit dem Bau der Bahnstrecke Kōbe–Osaka 1874 wurden für Lokomotiven im Tokioter Raum ungerade und für Lokomotiven in der Region Kobe gerade Zahlen verwendet. Allerdings wurde dies nach dem Lückenschluss zwischen beiden Bahnstrecken 1889 nicht fortgeführt. Später wurden verschiedene Lokomotiven wie die A8, B6 und Zahnradbahnen umgezeichnet, um zur besseren Unterscheidung Gruppen zu bilden.
Francis Henry Trevithick (1850–1931), ein Enkel von Richard Trevithick und Angestellter bei der Japanischen Regierung für die Verwaltung von Rollmaterial, führte schließlich Baureihen ein. Er reihte die Lokomotiven mit einem lateinischen Buchstaben von A bis Z ein. Später wurde ein weiterer Buchstabe hinzugefügt (AB, AC, AD usw.) Diese einfache Methode wurde im Laufe der Zeit noch einmal überarbeitet. Ein Buchstabe und ein oder zwei Ziffern beschrieben den Lokomotivtyp. Hierbei hatten die Buchstaben folgende Bedeutung:
- A – Tenderlokomotive mit zwei angetriebenen Achsen (A1–A10)
- B – Tenderlokomotive mit drei angetriebenen Achsen (B1–B7)
- C – Tenderlokomotive für Zahnradbahnen (C1–C3)
- D – Schlepptenderlokomotiven mit zwei angetriebenen Achsen (D1–D12)
- E – Schlepptenderlokomotiven mit drei angetriebenen Achsen (E1–E7)
- F – Schlepptenderlokomotiven mit vier angetriebenen Achsen (F1–F2)

### Baureihenschema von 1909

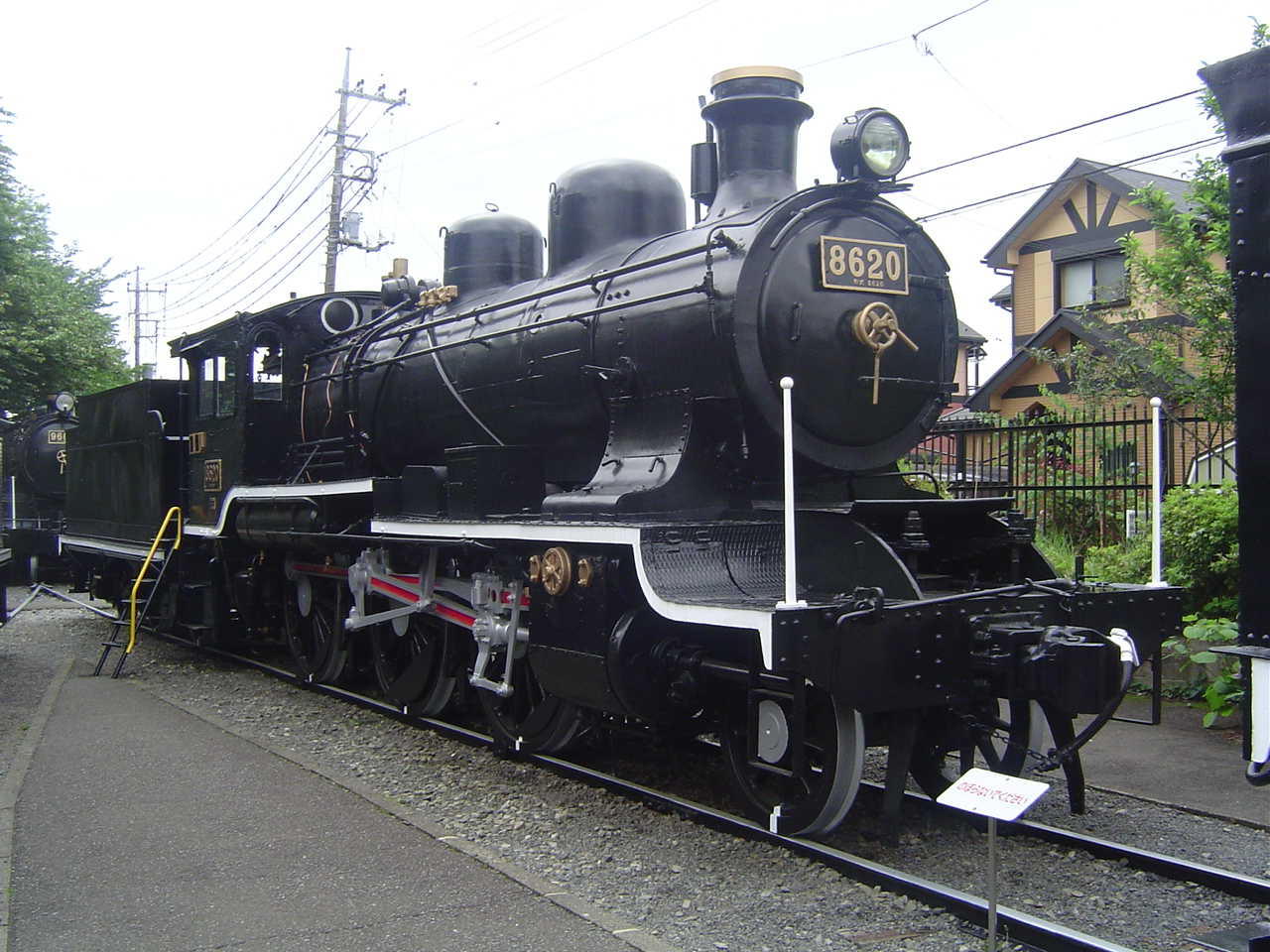
Nr. 8620, Lokomotive mit der höchsten Nummer der 8620

Nach der Verstaatlichung der Privatbahnen führte das Eisenbahnbehörde ein neues System der Baureihenbezeichnung ein. Die Lokomotiven wurden nun mit vierstelligen Ziffern eingeteilt. Alle älteren Lokomotiven wurden umgezeichnet. Die Ziffern 1 bis 4999 waren für Tenderlokomotiven reserviert. 5000 bis 9999 waren für Lokomotiven mit Schlepptender vorgesehen. Hierbei benötigten die Baureihen und Seriennummern eine definierte Beziehung zueinander. Die ersten Stellen bezeichnete die Baureihe, die nachfolgenden Ziffern war die Seriennummer der Lokomotive.
- 1–999 – Tenderlokomotive mit zwei angetriebenen Achsen
- 1000–3999 – Tenderlokomotive mit drei angetriebenen Achsen (Ab 3900 Zahnradlokomotiven)
- 4000–4999 – Tenderlokomotive mit vier angetriebenen Achsen
- 5000–6999 – Schlepptenderlokomotiven mit zwei angetriebenen Achsen
- 7000–8999 – Schlepptenderlokomotiven mit drei angetriebenen Achsen
- 9000–9999 – Schlepptenderlokomotiven mit vier und mehr angetriebenen Achsen

Die Nummerierung innerhalb der Baureihen war in der Regel seriell. Wenn die Zahlen nicht mehr ausreichten wie bei den Baureihen 8620, 9600 und 9900, wurde eine weitere Ziffer angehängt, sodass eine fünfstellige Baureihenbezeichnung entstand. Die Baureihe 18900 (später umgezeichnet in Baureihe C51) war die einzige Baureihe, die bereits von Beginn an eine fünfstellige Baureihenbezeichnung erhielt. Dieser Nummerierung und Klassifizierung überlebte die Revision im Jahr 1928. Lokomotiven, die durch die Übernahme von privaten Eisenbahnunternehmen durch die Staatsbahn zum Bestand hinzustießen, wurden hingegen nach den Regeln von 1928 umgezeichnet. Die nach diesem Schema eingereihten Lokomotiven fuhren mit dieser Bezeichnung bis zum Ende des Dampfbetriebes bei der JNR in den 1970er Jahren.

### Baureihenschema von 1928

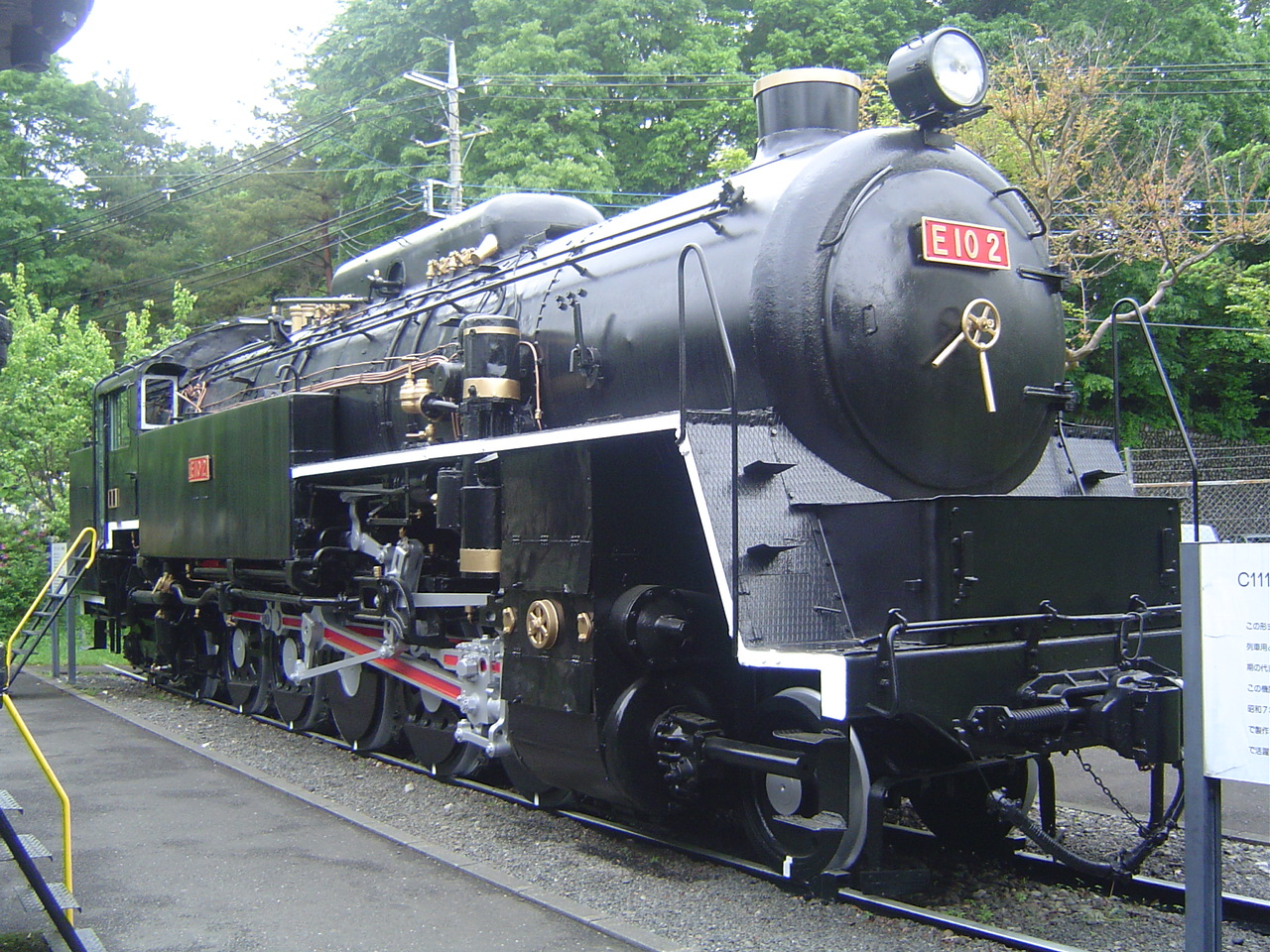
Nr. E10 2 der Baureihe E10

Als das Baureihenschema von 1909 überzulaufen drohte, wurde am 1. Oktober 1928 ein neues Baureihenschema eingeführt.
Mit Ausnahme der Baureihen 18900, 8200 und 9900, welche in C51, C52 und D50 umbenannt wurden, wurde keine bestehende Baureihe umgezeichnet. Nach dieser Überarbeitung wurden Dampflokomotiven mit Buchstaben und Ziffern bezeichnet.
BeispielD51 200
| D                             | 51       | 200          |
| ----------------------------- | -------- | ------------ |
| Zahl der angetriebenen Achsen | Baureihe | Seriennummer |

Im Gegensatz zu Elektro- oder Diesellokomotiven haben Dampflokomotiven keinen Hinweis auf ihre Antriebsart in der Baureihenbezeichnung.
Zahl der angetriebenen Achsen
Ein Buchstabe bezeichnet die Zahl der angetriebenen Achsen. Laufachsen oder Achsen von Tendern werden dabei vernachlässigt.
- 2 angetriebene Achsen – B
- 3 angetriebene Achsen – C
- 4 angetriebene Achsen – D
- 5 angetriebene Achsen – E

Baureihe
Neben dem Achsenbuchstaben bezeichnet eine zweistellige Ziffer die Baureihe. Hierbei wird zwischen Tenderlokomotiven und Schlepptenderlokomotiven unterschieden.
- 10–49 – Tenderlokomotive
- 50–99 – Schlepptenderlokomotiven

Nach diesem Schema ist die D51 200 die Lokomotive mit der Nummer 200 der Baureihe D51. Diese Baureihe sind Schlepptenderlokomotiven mit vier angetriebenen Achsen.

## Elektrolokomotiven

### Bis zum Baureihenschema von 1928

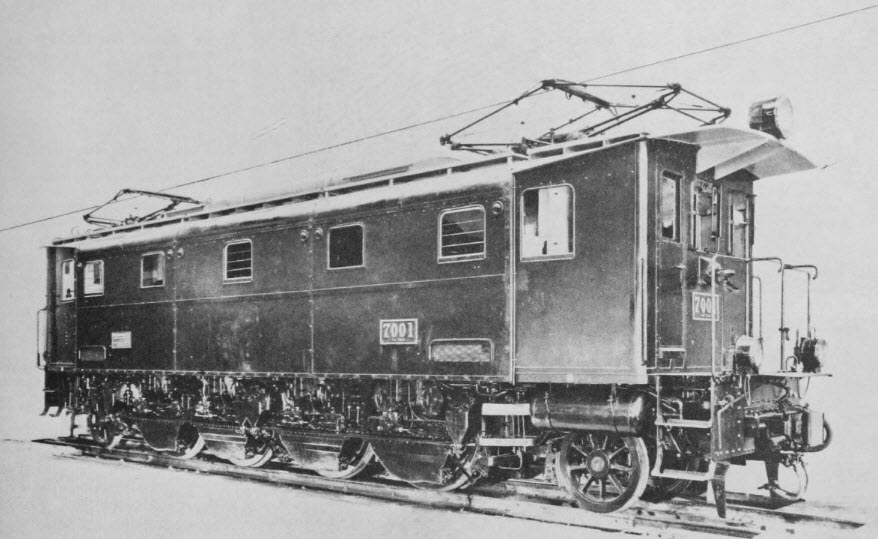
Aus der Schweiz importierte Elektrolokomotive der Klasse 7000

Die Japanische Staatsbahn importierte ihre ersten Elektrolokomotiven 1912. Wie bei Dampflokomotiven dieser Zeit wurden diese mit vier- oder fünfstelligen Zahlen bezeichnet. Die Baureihe wurde von der ersten Stelle angegeben. Die letzte Stelle war stets eine 0.
Nachfolgend eine Liste aller elektrischen Lokomotiven, die nach dieser Methode benannt wurden:
| Verwendung        | Flachbahn | Flachbahn | Flachbahn | Flachbahn | Flachbahn | Flachbahn | Flachbahn | Flachbahn | Flachbahn | Flachbahn | Flachbahn | Flachbahn | Flachbahn | Zahnradbahn | Zahnradbahn | Zahnradbahn |
| Baureihe          | 1000      | 1010      | 1020      | 1030      | 1040      | 1060      | 1070      | 6000      | 6000      | 6010      | 7000      | 8000      | 8010      | 10000       | 10020       | 10040       |
| Baujahr           | 1922      | 1923      | 1923      | 1924      | 1923      | 1926      | 1926      | 1925      | 1923      | 1926      | 1926      | 1923      | 1926      | 1911        | 1919        | 1926        |
| Anzahl            | 2         | 2         | 2         | 2         | 17        | 4         | 3         | 3         | 6         | 6         | 2         | 8         | 2         | 12          | 14          | 2           |
| 1928 umbenannt in | ED10      | ED11      | ED12      | ED13      | ED50      | ED14      | ED15      | ED51      | ED52      | ED53      | ED54      | EF50      | EF51      | EC40        | ED40        | ED41        |

### Baureihenschema von 1928

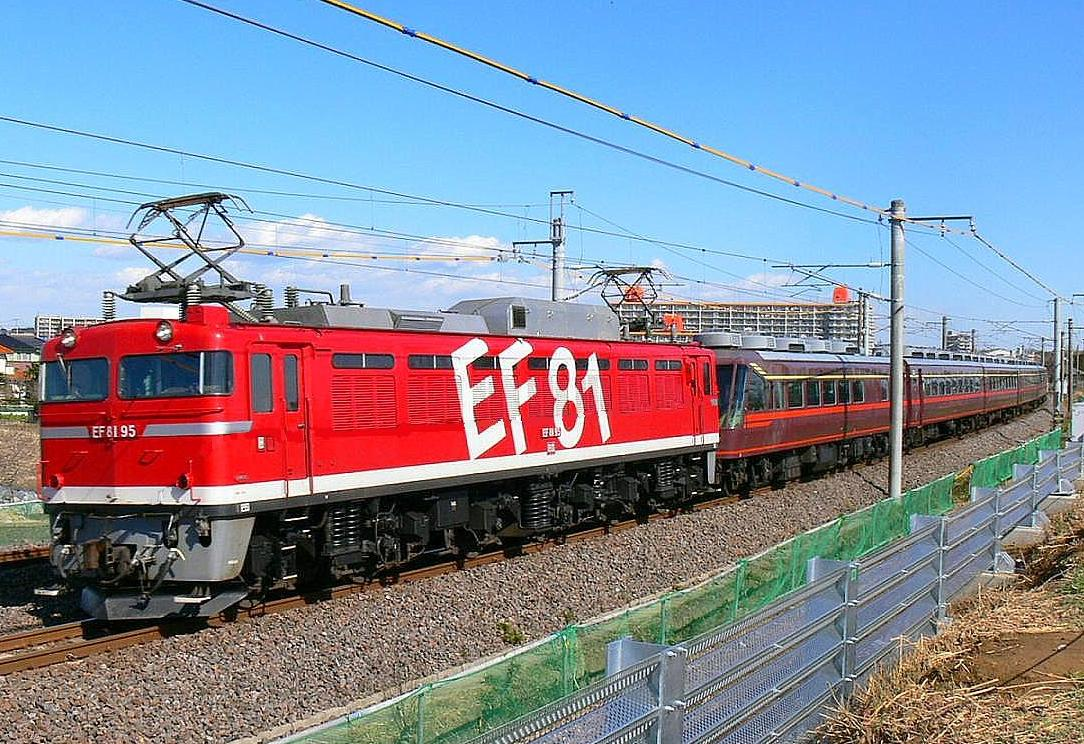
Nr. EF81 95 der Baureihe EF81

Im Jahr 1928 wurde ein neues Baureihenschema eingeführt. Ursprünglich wurden Elektrolokomotiven nach ihrer Höchstgeschwindigkeit eingeteilt. Lokomotiven mit höheren Geschwindigkeiten wurden im Personenverkehr und langsamere Lokomotiven wurden im Güterverkehr eingesetzt. Später wurde dieses Schema angepasst, um die Baureihen nach ihrem Stromsystem – (Gleichstrom, Wechselstrom oder Mehrsystem) – einzuteilen.
BeispielEF81 95
| E          | F                             | 81       | 95           |
| ---------- | ----------------------------- | -------- | ------------ |
| Elektrisch | Zahl der angetriebenen Achsen | Baureihe | Seriennummer |

E
Alle Baureihen von Elektrolokomotiven beginnen mit einem E.
Zahl der angetriebenen Achsen
Der nachfolgende Buchstabe zeigt die Zahl der angetriebenen Achsen an. Laufachsen werden vernachlässigt.
- 2 angetriebene Achsen – B
- 3 angetriebene Achsen – C
- 4 angetriebene Achsen – D
- 6 angetriebene Achsen – F
- 8 angetriebene Achsen – H

Baureihe
Zusammen mit dem Buchstaben "E" und dem Achs-Buchstaben bezeichneten die nachfolgenden zwei Ziffern die Baureihe. Ursprünglich unterschied man zwischen drei Gruppen:
- 10–39 – Lokomotiven mit einer Höchstgeschwindigkeit von 85 km/h oder weniger
- 40–49 – Zahnradlokomotiven
- 50–99 – Lokomotiven mit einer Höchstgeschwindigkeit von mehr als 85 km/h

Nach der Revision war mit Stand 1987 die Einteilung wie folgt:
- 10–29 – Gleichstromlokomotiven mit einer Höchstgeschwindigkeit von 85 km/h oder weniger
- 30–39 – Wechselstrom-/Gleichstromlokomotiven mit einer Höchstgeschwindigkeit von 85 km/h oder weniger
- 40–49 – Wechselstromlokomotiven mit einer Höchstgeschwindigkeit von 85 km/h oder weniger
- 50–69 – Gleichstromlokomotiven mit einer Höchstgeschwindigkeit von mehr als 85 km/h
- 70–79 – Wechselstromlokomotiven mit einer Höchstgeschwindigkeit von mehr als 85 km/h
- 80–89 – Wechselstrom-/Gleichstromlokomotiven mit einer Höchstgeschwindigkeit von mehr als 85 km/h
- 90–99 – Prototypen

Seriennummer
Grundsätzlich beginnen die Seriennummern mit 1. Allerdings wurden auch einzelne Blöcke übersprungen, um Unterbaureihen zu erzeugen, wie etwa die Baureihe EF65 1000 oder die Baureihe ED75 700.
Nach diesem Baureihenschema bezeichnet also EF81 95 die 95. Lokomotive der Baureihe EF81. Diese Baureihe ist eine Mehrsystembaureihe mit sechs angetriebenen Achsen und einer Höchstgeschwindigkeit über 85 km/h.

### JR Freight

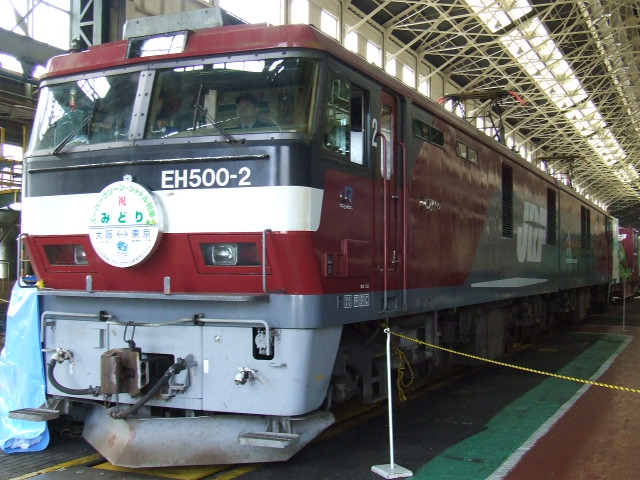
Nr. EH500-2 der Baureihe EH500

Von den sieben Japan Railways Group (JR Group)-Unternehmen, die 1987 gegründet wurden, hat lediglich die Japan Freight Railway Company (JR Freight) neue Elektrolokomotiven in Dienst gestellt. Ursprünglich ließ die JR Freight die Lokomotivbaureihen der JNR mit leichten Modifikationen weiterbauen. 1990 wurde dann mit der EF200 die erste neue Lokomotivbaureihe der JR Freight eingeführt. Diese wurde gemäß dem JNR-Schema mit zwei Buchstaben und drei Ziffern benannt. Auch die JR East übernahm diese Regel bei der Einführung ihrer ersten Neubaulokomotive Baureihe EF510 im Jahr 2010. Diese Lokomotive ist eine Variante der gleichnamigen JR Freight-Lokomotive.
BeispielEH500-10
| E          | H                             | 500      | - | 10           |
| ---------- | ----------------------------- | -------- | - | ------------ |
| Elektrisch | Zahl der angetriebenen Achsen | Baureihe |   | Seriennummer |

Die Bedeutung der lateinischen Buchstaben entspricht denen des Baureihenschemas von 1928. Ein Bindestrich trennt Baureihennummer und Seriennummer der Lokomotive.
Baureihe
Die dreistelligen Ziffern werden genutzt, um die Baureihe anzuzeigen. Die Einteilung nach der Höchstgeschwindigkeit wurde durch eine Einteilung nach Stromsystem und Antriebsmotor ersetzt.
- 100–199 – Gleichstromlokomotiven mit Gleichstrommotoren
- 200–299 – Gleichstromlokomotiven mit Wechselstrommotoren
- 300–399 – andere Gleichstromlokomotiven
- 400–499 – Wechselstrom-/Gleichstromlokomotiven mit Gleichstrommotoren
- 500–599 – Wechselstrom-/Gleichstromlokomotiven mit Wechselstrommotoren
- 600–699 – andere Wechselstrom-/Gleichstromlokomotiven
- 700–799 – Wechselstromlokomotiven mit Gleichstrommotoren
- 800–899 – Wechselstromlokomotiven mit Wechselstrommotoren
- 900–999 – andere Wechselstromlokomotiven

Nach diesem Schema ist die EH500-10 die zehnte Lokomotive der Baureihe EH500. Diese ist eine Wechselstrom-/Gleichstromlokomotive mit acht angetriebene Achsen und Wechselstrommotoren.

## Diesellokomotiven

### JNR

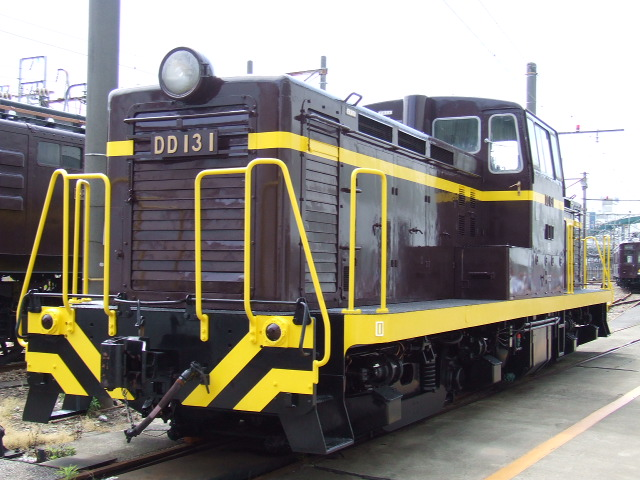
Nr. DD13 1 der Baureihe DD13

Die Geschichte der Diesellokomotiven bei der Japanese Government Railways begann mit zwei in Deutschland gefertigten Baureihen, der dieselelektrischen DC11 von 1929 und der dieselmechanischen DC10 von 1930. Das Eisenbahnministerium bezeichnete sie nach einem ähnlichen Schema, wie es damals für Dampf- und Elektrolokomotiven verwendet wurde. Die JNR übernahm diese Regel.
BeispielDD13 1
| D                | D                             | 13       | 1            |
| ---------------- | ----------------------------- | -------- | ------------ |
| Diesellokomotive | Zahl der angetriebenen Achsen | Baureihe | Seriennummer |

D
Alle Baureihen von Diesellokomotiven beginnen mit dem Buchstaben "D".
Zahl der angetriebenen Achsen
Ein Buchstabe zeigt die Anzahl der angetriebenen Achsen an. Laufachsen bleiben unberücksichtigt.
- 3 Achsen – C
- 4 Achsen – D
- 5 Achsen – E
- 6 Achsen – F

Baureihe
Zusammen mit dem Buchstaben D und dem nachfolgenden Buchstaben, der die Zahl der angetriebenen Achsen beschreibt, bezeichnen die nachfolgenden zwei Ziffern die Baureihe. Die Ziffern werden entsprechend der Höchstgeschwindigkeit vergeben.
- 10–39 – Lokomotiven mit einer Höchstgeschwindigkeit von 85 km/h oder weniger
- 40–49 – Prototypen
- 50–89 – Lokomotiven mit einer Höchstgeschwindigkeit von mehr als 85 km/h
- 90–99 – Prototypen

Seriennummer
Wie bei Elektrolokomotiven.
Nach diesem Schema bedeutet DD13 1 die erste Lokomotive der Baureihe DD13. Diese ist eine Dieselbaureihe mit vier angetriebenen Achsen und einer Höchstgeschwindigkeit von 85 km/h oder weniger.

### JR Freight

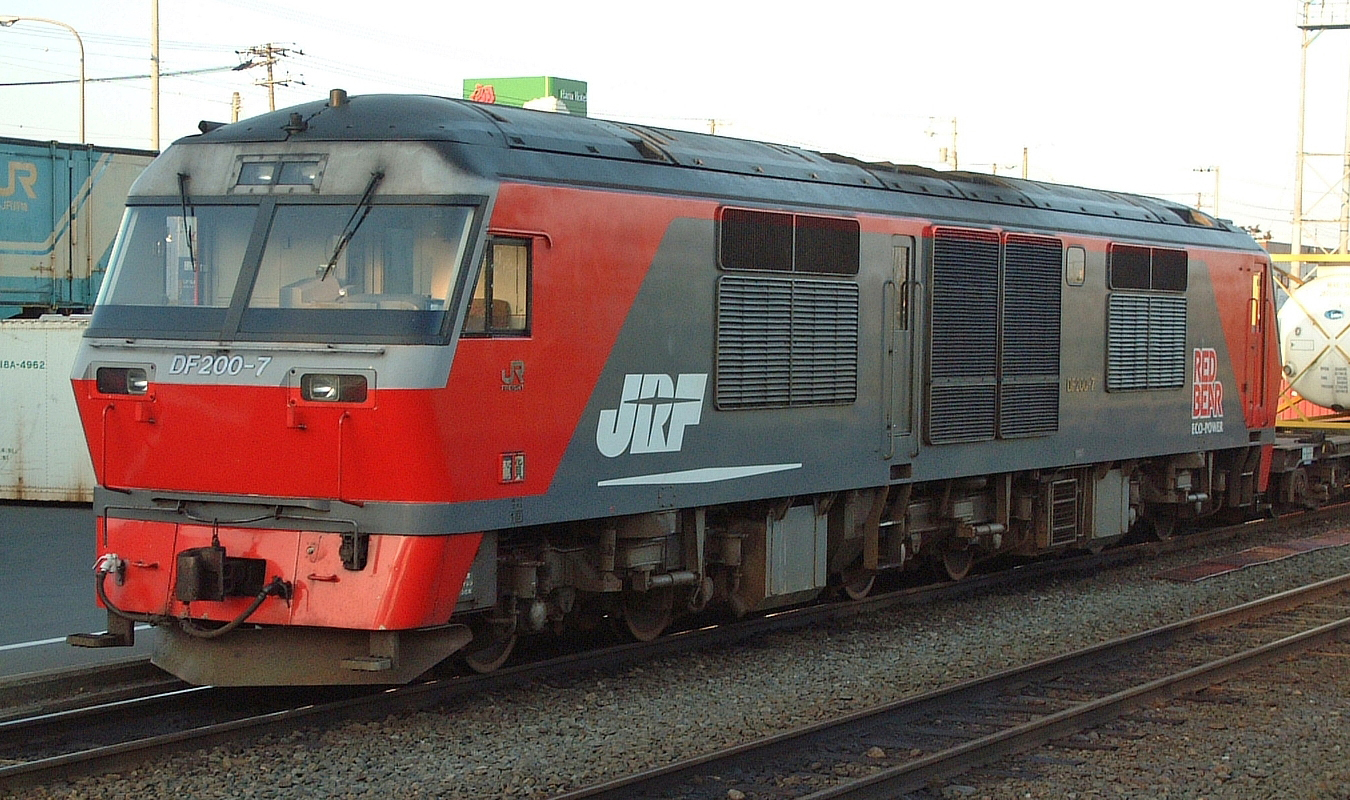
Lokomotive DF200-7

Nach der Privatisierung der JNR 1987 stellten zwei "Japan Railways"-Unternehmen neue Diesellokomotivbaureihen in Dienst. Die East Japan Railway Company (JR East) stellte die Baureihe DD19 in Dienst. Diese war eine Variante der JNR-Baureihe DD17 und wurde dementsprechend nach JNR-Schema mit zwei Stellen bezeichnet. Als zweites Unternehmen nahm die Japan Freight Railway Company (JR Freight) komplett neukonstruierte Lokomotiven in Betrieb. Diese wurden nach dem neuen dreistelligen Schema benannt.
BeispielDF200-12
| D                | F                             | 200      | - | 12           |
| ---------------- | ----------------------------- | -------- | - | ------------ |
| Diesellokomotive | Zahl der angetriebenen Achsen | Baureihe |   | Seriennummer |

Die Bedeutung der lateinischen Buchstaben entspricht dem des JNR-Schemas. Ein Bindestrich trennt die Baureihe von der Seriennummer.
Baureihe
Die ersten drei Stellen werden zur Bezeichnung der Baureihe benutzt. Die Einteilung nach der Höchstgeschwindigkeit wurde durch eine Einteilung nach Art der Kraftübertragung und dem bei dieselelektrischen Lokomotiven verwendeten Motorentyp ersetzt.
- 100–199 – dieselelektrische Lokomotiven mit Gleichstrommotoren
- 200–299 – dieselelektrische Lokomotiven mit Wechselstrommotoren
- 300–399 – sonstige dieselelektrische Lokomotiven
- 500–799 – dieselhydraulische Lokomotiven

Nach diesem Baureihenschema ist die DF200-12 also die zwölfte Lokomotive der Baureihe DF200. Diese Baureihe ist eine dieselelektrische Lokomotive mit sechs angetriebenen Achsen und Wechselstrommotoren.

### Shinkansen-Hilfslokomotiven
Alle auf dem Shinkansen-Netz eingesetzten Lokomotiven, z. B. für Unterhalt und Rangiertätigkeiten, sind Diesellokomotiven. Die Baureihe wird mit einer dreistelligen Ziffer bezeichnet. Die Seriennummer der Lokomotive folgt nach einem Bindestrich dahinter. Aktuell sind die beiden Klassen 911 und 912 im Einsatz.
In der Shinkansen-Baureihenbezeichnung steht die erste Stelle 9 für Wagen und Lokomotiven, die nicht im Personenverkehr benutzt werden. Die zweite Stelle 1 steht für Diesellokomotiven.

## Hybridlokomotiven

### JR Freight
Die JR Freight stellte 2010 ihre erste Diesel-Batterie-Hybridlokomotive
HD300-901 in Dienst. Die Bedeutung der Klasse HD300 ist wie folgt:
- H – Hybridlokomotive
- D – Vier angetriebenen Achsen:
- 300 – Der Hauptmotor ist ein Synchronmotor

## Shinkansen
Die Shinkansen-Baureihen der „JR Group“-Unternehmen mit Ausnahme der JR East werden chronologisch nach ihrer Indienststellung mit einer jeweils um 100 erhöhten Baureihenzahl bezeichnet. Die erste Baureihe erhielt nachträglich die Zahl 0. Einzige Ausnahme bildet hier die aus der Baureihe 700 entstandene N700 mit einem vorangestellten N. Die Baureihe 600 war für die dann als E1 bezeichneten Doppelstock-Shinkansen vorgesehen.
Diese Baureihen umfassen die Klassen 0, 100, 200, 300, 400, 500, 700, N700 und 800.
JR East wendet seit 1994 ein eigenes Schema an. Ihre Shinkansenbaureihen werden ebenfalls chronologisch gezählt. Allerdings wird hier ein E vorangestellt und die Baureihen werden entsprechend der Reihenfolge der Indienststellung um jeweils eins erhöht. Diese Klassen sind die E1, E2, E3, E4, E5, E6 und E7, E8 und E10. Von den Baureihen E5 und E7 erhielten JR Hokkaido und JR West ebenfalls Fahrzeuge, die entsprechend als H5 beziehungsweise W7 bezeichnet werden.

## Internationale Verbreitung
Das Schema wird auch von PT Kereta Api Indonesia angewandt.